# 스탑카
스탑카(러시아어: Ставка, 벨라루스어: Стаўка) 또는 스타브카, 스타프카는 과거 러시아 제국과 소련, 현 우크라이나에서 사용하는 군사 최고사령부의 명칭이다. 원래 의미는 "배치하다", "임명하다"라는 뜻을 가진 러시아어 스타뱌트(ставят)에서 유래되었다.
제정 러시아에서는 19세기 후반 러시아 제국 육군의 참모부에서 시작했으며 이후 소련에도 이어졌다. 서양 문헌에서는 약어는 아니지만 대분자로 그냥 "스타프카"(STAVKA)라고 표기하는 경우도 있다.

## 제1차 세계 대전 시기

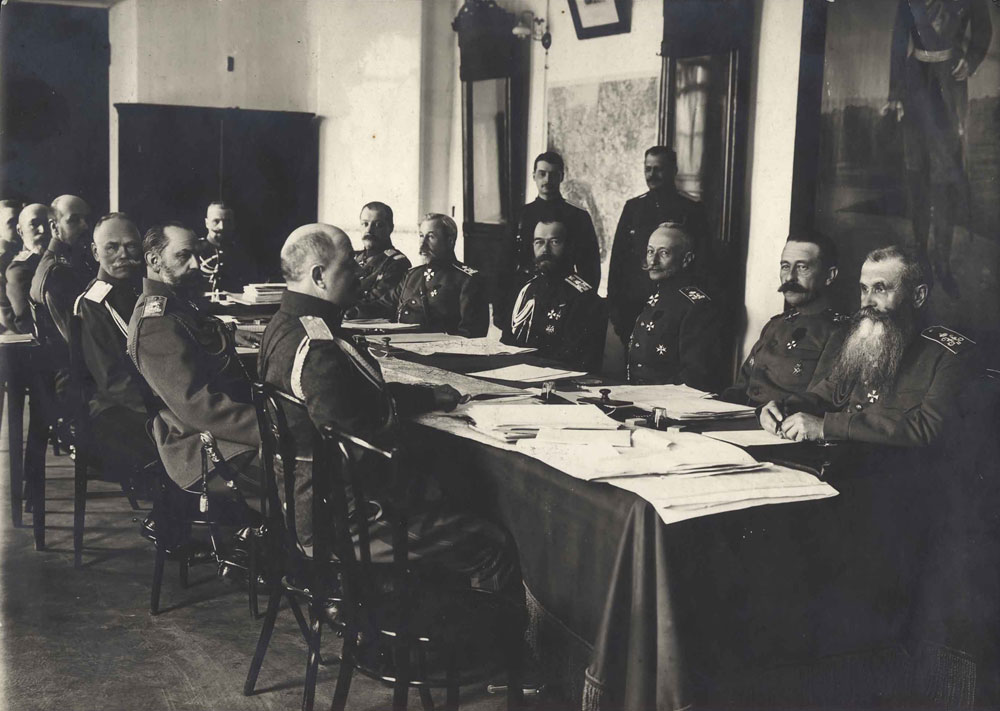
1916년 1월 모길료프에서 열린 스타프카 회의

제1차 세계 대전 초 러시아 제국군의 총사령관은 차르 니콜라이 1세의 손자인 니콜라이 니콜라예비치 대공이다. 1914년 8월 말에 임명된 니콜라이 공은 전쟁 초 군사 계획을 세우는 데 아무런 영향도 주지 못했다. 참모장에는 니콜라이 야누시케비치가 임명되었다. 1915년 여름부터 차르는 미하일 알렉세예프를 참모총장에 임명하며 직접 지휘권을 행사했다. 1915년부터 1917년까지는 모길료프에 스타프카 지휘부를 두고 니콜라이 2세 차르가 총사령관직으로 지냈다.
스타프카는 여러 산하 부서로 나누어져 있다.
- 총병참부 (작전부)
- 총동원부 (병력, 보급, 진급, 참모 문제 부서)
- 군수송부
- 해군부
- 외교연락부 (외무부와의 연락 담당)

## 제2차 세계 대전 시기
제2차 세계 대전 기간 소련군의 스타프카 혹은 "소련군 중앙사령부" 본부(러시아어: Ставка Главного Командования Вооруженных Сил Союза ССР)는 1941년 6월 23일 소련의 정부수반이자 소련 공산당 지도자인 이오시프 스탈린이 서명한 극비령으로 설립된 군사본부이다. 이 명령에서스타프카에는 의장 세묜 티모셴코, 참모총장 게오르기 주코프, 뱌체슬라프 몰로토프, 클리멘트 보로실로프 원수, 세묜 부됸니 원수, 해군 제독 니콜라이 쿠즈네초프의 인민위원으로 구성되어 있었다.

## 우크라이나군
우크라이나군 총참모부는 우크라이나군의 각 군사와 법집행 기관, 정보기관 등을 하나로 묶어서 총지휘하는 총참모부로 2022년 2월 24일 러시아의 우크라이나 침공 직후 우크라이나 대통령령 2022/72호에 따라 수립되었다.

## 같이 보기
- 러시아 연방군 참모부
- 우크라이나군 참모부